# Вячеслав Кебич
Вячеслав Францевич Кебич (на беларуски: Вячаслаў Францавіч Кебіч) е беларуски политик, вицепремиер (1985 – 1990) и после премиер на Беларус от 1990 до 1994 г.

## Биография
Роден е в с. Конюшевчина, Полша (днес в Минска област, Беларус) на 10 юни 1936 г. Завършва Машиностроителния факултет на Беларуския национален технически университет през 1958 г. Защитава дисертация за степен кандидат на икономическите науки през 1990 г.
След завършването на висшето си образование работи в Минския завод за автоматични линии като инженер-технолог и началник на цех. В периода 1989 – 1991 г. е народен депутат на СССР от БССР. Заместник-председател е на Съвета на министрите на Белоруската ССР (1985 – 1990), после е министър-председател на Беларус – последен на Белоруската ССР в състава на СССР (1990 – 1991) и първи на независимата Република Беларус (1991 – 1994).
По време на неговото управление като премиер длъжността се нарича председател на Съвета на министрите на Беларус, а е преименувана на министър-председател при неговия наследник Михаил Чигир през 1994 г.
Кебич подава официален отказ от името на цялото си правителство от членство в Комунистическата партия на Съветския съюз на 28 август 1991 г. През декември 1991 г. заедно със Станислав Шушкевич подписва Беловежкото споразумение, с което СССР се разпада и Беларус се превръща в независима държава.
През 1994 г. Кебич участва в президентските избори, но загубва от Александър Лукашенко. През 1996 – 2004 г. е депутат в Националното събрание на Беларус. Председател е на Беларуския търговско-финансов съюз от 1994 г.